# Сколецитит
Сколецитит (рос. сколецитит, англ. scolecitite, нім. Skolezitit m) – жильна гірська порода, складена на основі мінералу сколециту (55% і більше), рогової обманки та магнетиту. За хімічним складом – аналог андезито-базальтів.